# Falsitromina
Falsitromina là một chi ốc biển, là động vật thân mềm chân bụng sống ở biển trong họ Buccinidae.

## Các loài
Các loài trong chi Falsitromina gồm có:
- Falsitromina bella (Powell, 1951)[2]
- Falsitromina tricarinata (Powell, 1951)[3]